# Eleutherius van Doornik

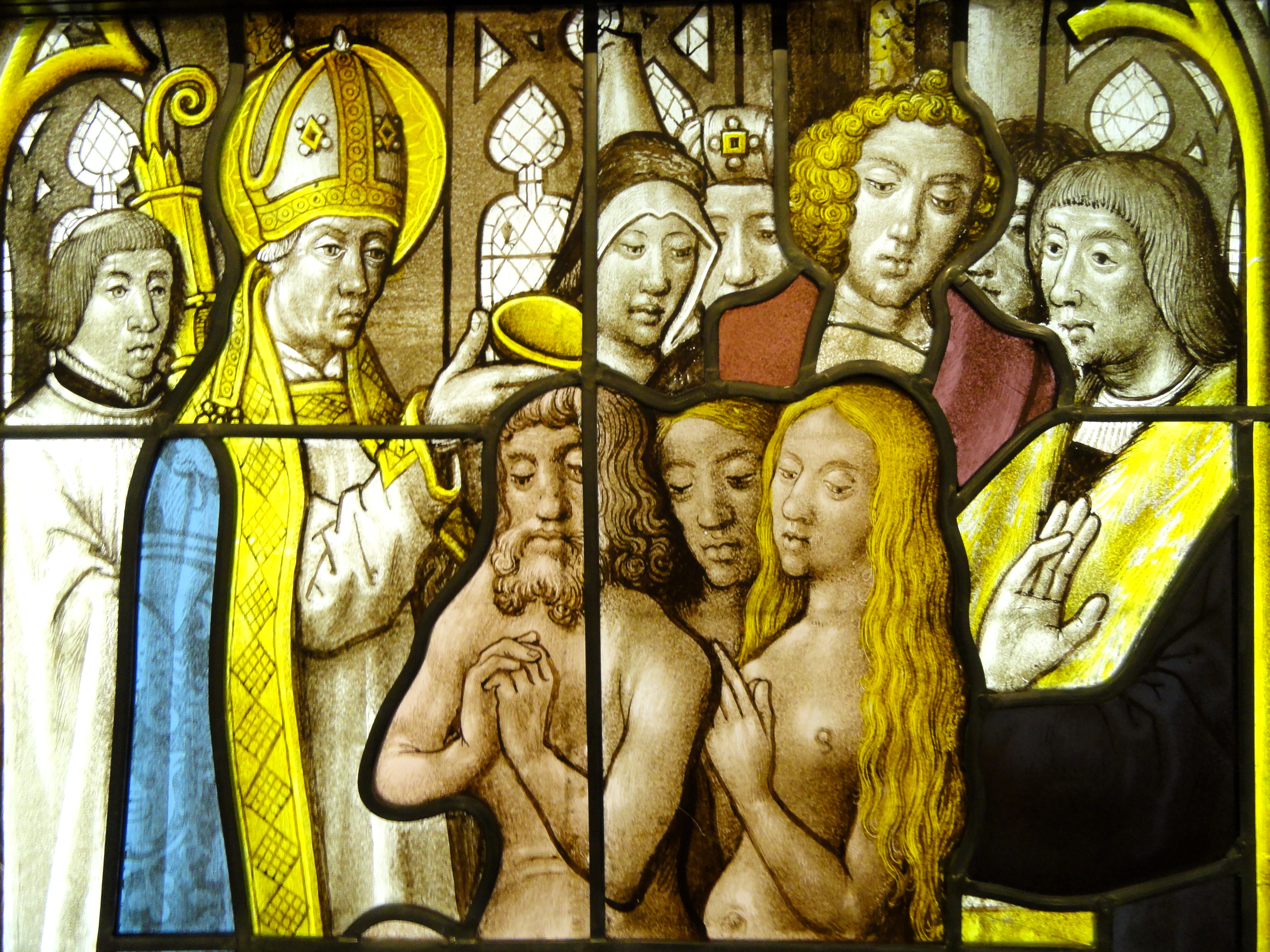
Eleutherius doopt bekeerde arianen (16e-eeuws glasraam)

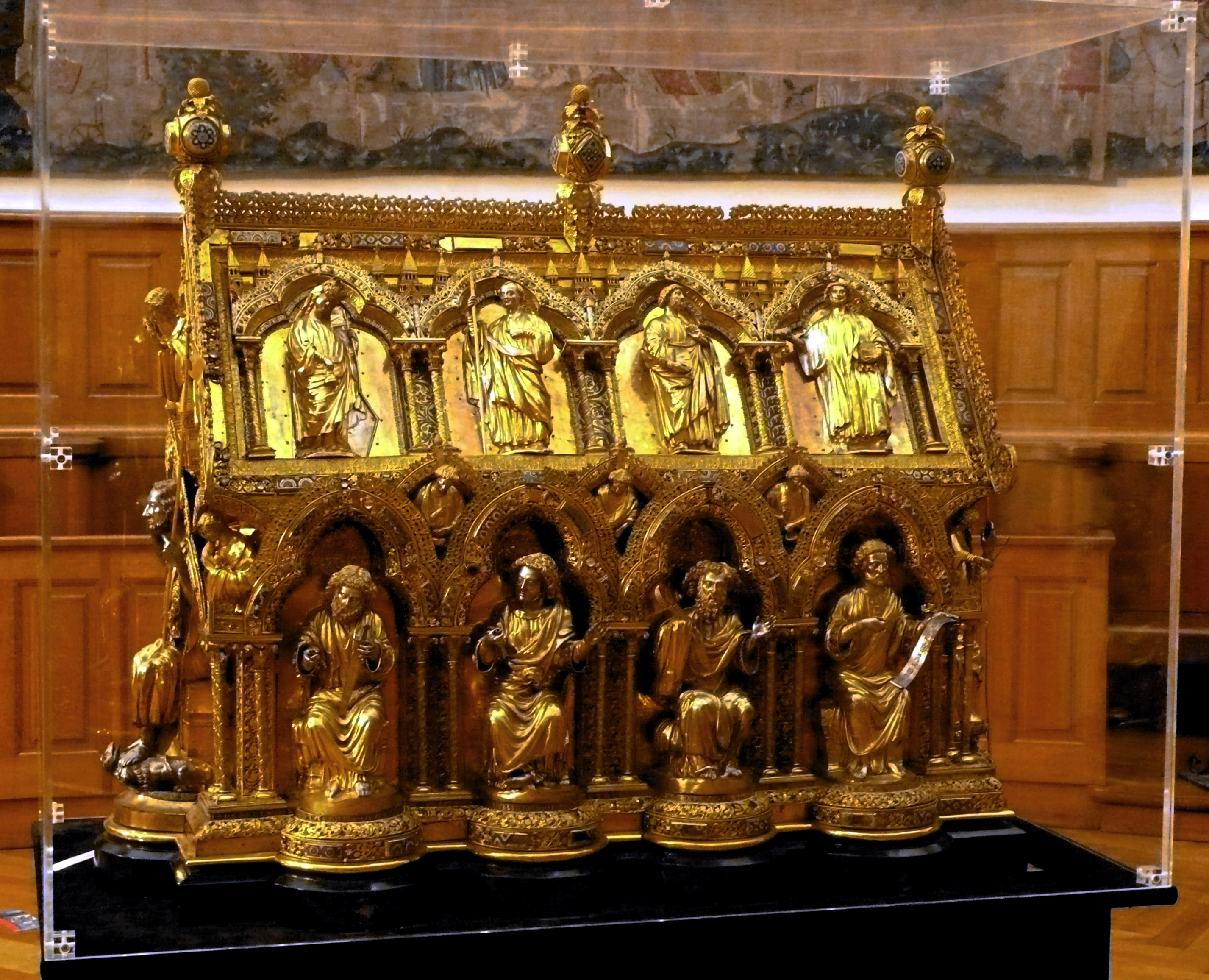
Schrijn met de relieken van Eleutherius

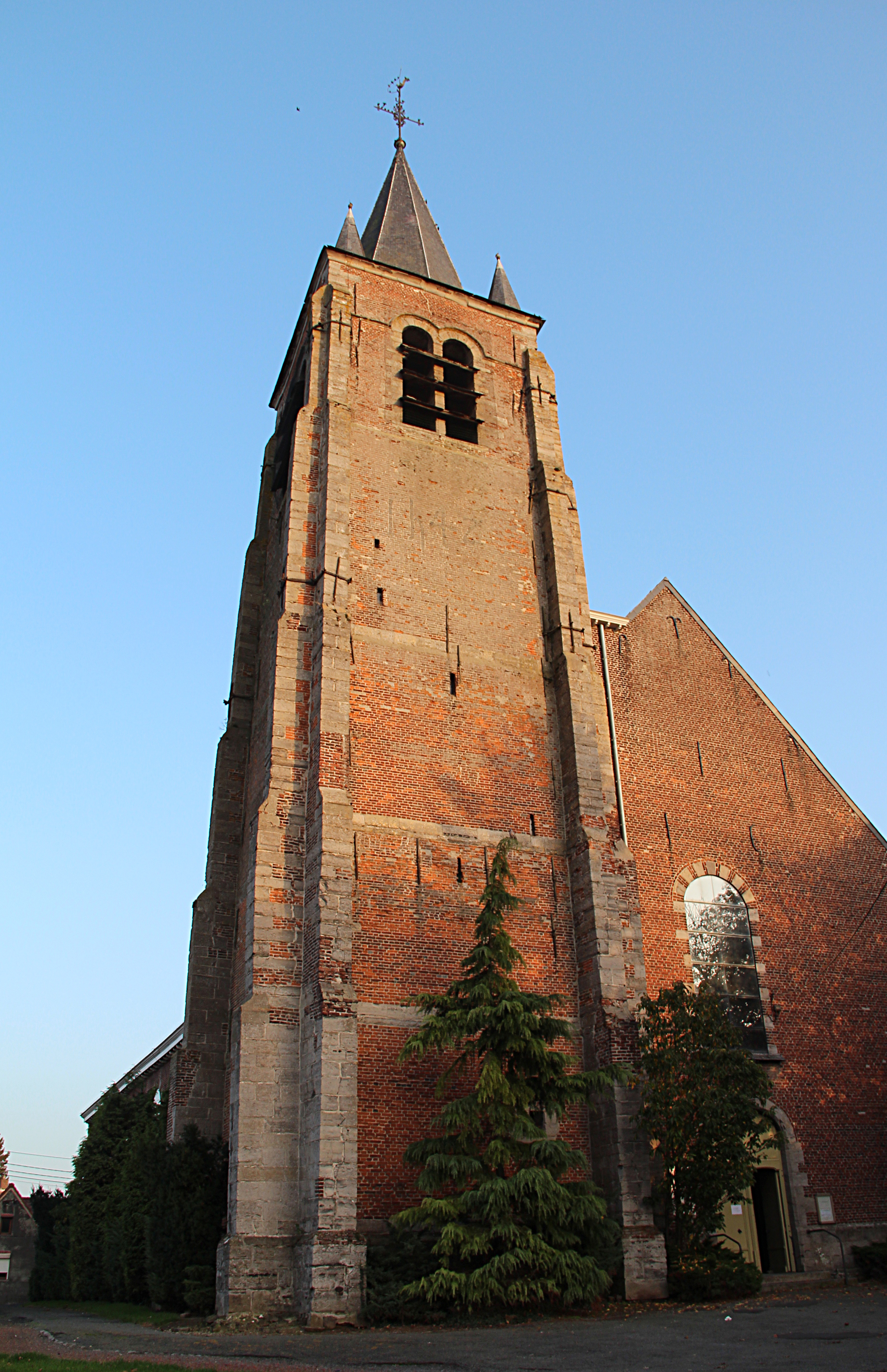
Sint-Eleutheriuskerk in Blandain

Eleutherius van Doornik (±455–531) was de eerste bisschop van het bisdom Doornik. Hij is vooral bekend om de kerstening van Frankische gemeenschappen in het tegenwoordige Henegouwen, waarvoor hij later heilig verklaard werd. Eleutherius wordt traditioneel aangeroepen tegen koorts en bij (onvoldoende/overmatige) neerslag.

## Leven
In 1141 schreef een kanunnik genaamd Henri een vita over Eleutherius. Dit had politieke redenen. Eleutherius was de bekendste bisschop die in Doornik had gezeteld, voordat het bisdom Doornik omstreeks 600 in een personele unie kwam met het bisdom Noyon. Het kapittel van Doornik ondernam verschillende initiatieven in de hoop dat er opnieuw een afzonderlijke bisschop in hun stad geïnstalleerd werd, en bracht Eleutherius daarom opnieuw onder de aandacht. Het kapittel slaagde in zijn opzet; begin 1146 kreeg Doornik weer een eigen bisschop.
Eleutherius is de gelatiniseerde naam van Letire. De vita veronderstelt 455 of 456 als geboortejaar. Zijn ouders waren Terenus, een afstammeling van kerkgeleerde Ireneüs van Lyon, en Blanda, de erfdochter van het landgoed Blandinium (het huidige dorp Blandain). Als Gallo-Romeinen hingen zij het katholicisme aan, maar rond 460 kwam de ruime omgeving onder controle van de Franken, aanhangers van het ariaanse christendom. Om de positie van het katholicisme te versterken, benoemde bisschop Remigius van Reims twee hulpbisschoppen, waaronder Eleutherius die bisschop te Doornik werd (±500).
Tijdens de veldtocht tegen de Alemannen (496) beloofde koning Clovis dat hij bij een overwinning zou overstappen naar het katholicisme. Toen hij daadwerkelijk de Slag bij Tolbiac gewonnen had, kwam hij voor het oog van zijn katholieke edellieden God bedanken in Eleutherius' kerk. Eleutherius vond dit huichelachtig en vroeg openlijk aan de koning waarom hij geen afstand deed van het arianisme, ondanks zijn belofte. Clovis zag zich gedwongen te biechten voor zijn gedrag. Uiteindelijk liet hij zich tussen 496 en 508 dopen door Remigius van Reims; in de week hierna kon Eleutherius ook elfduizend andere Franken dopen.
Eleutherius ging driemaal op bedevaart naar Rome. Van paus Symmachus ontving hij relikwieën van Stefanus en Maria van Egypte. Paus Hormisdas gaf hem de opdracht de kerstening in zijn bisdom te versnellen. Daarom organiseerde Eleutherius in 520 een synode om het arianisme beter aan te pakken. Toen hij buitenkwam na een eredienst, brachten arianen hem meerdere messteken toe. Op zijn doodsbed wees hij een andere bisschop, Medardus van Noyon, aan als opvolger. Vervolgens stierf hij op 20 februari 531/532.
Eleutherius werd begraven in zijn familiekapel, de huidige parochiekerk van Blandain. Zijn gebeente werd een eerste maal blootgelegd in opdracht van bisschop Heidilo, in het jaar 897/898. Een latere bisschop, Boudewijn, zorgde in 1064/1065 voor de overbrenging naar de Onze-Lieve-Vrouwekathedraal (Doornik). Om het gebeente een waardiger onderkomen te geven, liet bisschop Walter van Marvis een zilveren reliekschrijn maken, voltooid in 1247. De zijkanten zijn in detail gedecoreerd, met een beeltenis van Eleutherius op het voorste uiteinde. In zijn rechterhand draagt hij de kruisstaf, op zijn linkerhand rust een model van de kathedraal.
Tijdens de Beeldenstorm werden de relieken en andere kerkschatten tijdelijk overgebracht naar Douai. Aan het begin van de Franse Revolutie werden de relieken verborgen in een woning. Op 15 september 1802 werden ze plechtig in de kathedraal gedragen, een dag die jaarlijks herdacht wordt als de "translatie" van zijn relieken. Relieken van Eleutherius zijn tevens aanwezig in de Sint-Maartensabdij van Doornik en de Sint-Salvatorskathedraal te Brugge. Enkel in Henegouwen zijn er kerken gewijd aan Eleutherius: te Blandain, Lesdain en Esquelmes.